# Du bist Terrorist
Du bist Terrorist ist ein zwei Minuten langes Webvideo des Videokünstlers Alexander Lehmann vom Mai 2009.

## Inhalt, Entstehung und Veröffentlichung
Das Video bezieht sich auf die Kampagne Du bist Deutschland und thematisiert satirisch das Gesetz zur Vorratsdatenspeicherung, das am 1. Januar 2008 in Kraft getreten ist. Dabei geht es insbesondere um die drohende Gefahr eines Überwachungsstaates.
Der Film entstand als Lehmanns Abschlussarbeit seines Designstudiums, die Musik stammt vom Musikproduzenten iambic.
Der Kurzfilm wurde am 13. Mai 2009 auf einer eigens dafür eingerichteten Website sowie auf YouTube veröffentlicht. Später entstanden eine französischsprachige Version sowie Untertitel in Englisch, Chinesisch, Spanisch, Ungarisch und Griechisch.

## Wirkung und Rezeption
Insbesondere im Umfeld der Debatte um Sperrungen von Internetinhalten in Deutschland wurde das Video populär. Spiegel Online beschreibt das Video als Lehrstück über die neuen Gesetze und die Wirkung von Satire. Nach Veröffentlichung des Films kam es zu einer Klagedrohung der Agentur, die die Kampagne Du bist Deutschland entworfen hatte und ihre Rechte daran verletzt sah. Nach Protesten im Internet zog die Agentur ihre Ansprüche zurück.
Der Film wurde auf dem Bitfilm Festival im Oktober 2009 in Tel-Aviv gezeigt und gewann den „Politicool Award“. Beim Kurzfilmfestival interfilm in Berlin im November 2009 gewann Du bist Terrorist den Publikumspreis des Viral Video Awards. Außerdem im Dezember 2009 den Publikumspreis auf dem 24h Festival in Nürnberg.
Beim Spotlight-festival 2010 wurde das Video in der Kategorie „web & mobile“ von der Fachjury mit dem Students Award in Gold ausgezeichnet und erhielt zusätzlich den Publikumspreis in Silber. In der Kategorie „Vision“ wurde der Beitrag ebenfalls mit Gold prämiert.

„Der Siegerspot ‚Du bist Terrorist‘, eingereicht im Wettbewerb ‚spotlight for students‘ in der Kategorie web&mobile, zeichnet sich durch seine gleichermaßen provokative, plakative wie auch spielerische und dabei einfache Art aus, in der er das komplexe System der Datensicherheit und Datenfreiheit im World Wide Web erläutert.“